# Фінал Золотого кубка КОНКАКАФ 2019
Фінал Золотого кубка КОНКАКАФ 2019 — останній матч Золотого кубка КОНКАКАФ 2019 року, в якому визначався переможець турніру. Гра відбулася 7 липня 2019 року на стадіоні «Солджер-філд» у Чикаго, право участі у ній отримали збірні Мексики і США.
Перемогу у фінальній грі виборола збірна Мексики, здобувши таким чином свою восьму перемогу у розіграшах Кубка КОНКАКАФ .

## Передісторія
У вирішальні грі Золотого Кубка КОНКАКАФ 2019 року зійшлися дві найтитулованіші збірні регіону Північної і Центральної Америки — семиразовий володар трофею збірна Мексики і його шестиразовий володар збірна США. При цьому з моменту заснування Золотого кубку у 1991 році мексиканці до цього вісім разів виходили до його фіналу, а команда США — десять разів. Востаннє команди грали між собою у фіналі цього змагання 2011 року, коли з рахунком 4:2 перемогу здобула Мексика.

## Шлях до фіналу
Обидва майбутні фіналісти змагання дуже впевнено подолали його груповий етап, здобувши по три перемоги з подібною різницею забитих і пропущених м'ячів (+10 у Мексики і +11 у США).
А ось на стадії плей-оф мексиканці стикнулися зі значно потужнішим опором суперників — долю їх чвертьфінальної гри проти збірної Коста-Рики було вирішено на їх користь лише у серії пенальті, а перемогу у півфіналі вони здобули, забивши єдиний м'яч зустрічі у ворота збірної Гаїті у додатковий час.
Збірна ж США свої перемоги на цих етапах плей-оф здобувала в основний час — 1:0 проти Кюрасао у чвертьфіналі і 3:1 у півфіналі проти Ямайки.
| Поз | Команда   | І | В | Н | П | ГЗ | ГП | РГ  | О | Кваліфікація     |
| --- | --------- | - | - | - | - | -- | -- | --- | - | ---------------- |
| 1   | Мексика   | 3 | 3 | 0 | 0 | 13 | 3  | +10 | 9 | Вихід до плей-оф |
| 2   | Канада    | 3 | 2 | 0 | 1 | 12 | 3  | +9  | 6 | Вихід до плей-оф |
| 3   | Мартиніка | 3 | 1 | 0 | 2 | 5  | 7  | −2  | 3 |                  |
| 4   | Куба      | 3 | 0 | 0 | 3 | 0  | 17 | −17 | 0 |                  |

| Поз | Команда           | І | В | Н | П | ГЗ | ГП | РГ  | О | Кваліфікація     |
| --- | ----------------- | - | - | - | - | -- | -- | --- | - | ---------------- |
| 1   | США (H)           | 3 | 3 | 0 | 0 | 11 | 0  | +11 | 9 | Вихід до плей-оф |
| 2   | Панама            | 3 | 2 | 0 | 1 | 6  | 3  | +3  | 6 | Вихід до плей-оф |
| 3   | Гаяна             | 3 | 0 | 1 | 2 | 3  | 9  | −6  | 1 |                  |
| 4   | Тринідад і Тобаго | 3 | 0 | 1 | 2 | 1  | 9  | −8  | 1 |                  |

## Матч
Фінальна гра проходила здебільшого у рівній боротьбі, в якій суперники обмінювалися небезпечними моментами.
Єдиний гол гри забив мексиканський півзахисник Джонатан дос Сантос, пробивши воротаря суперників ударом з 15 метрів після передачі п'ятою від Рауля Хіменеса. Цей гол приніс мексиканцям черговий титул найкращої збірної КОНКАКАФ, а його автору — титул найкращого гравця фінальної гри.
| 7 липня 2019 20:15 CDT |

| Мексика          | 1–0      | США |
| ---------------- | -------- | --- |
| - Дос Сантос 73' | Протокол |     |

| Солджер-філд, Чикаго Глядачів: 62 493 Арбітр: Маріо Ескобар (Гватемала) |

| Мексика | США |

| ВР               | 13 | Гільєрмо Очоа       |  |     |
| ПЗ               | 21 | Луїс Родрігес       |  |     |
| ЦЗ               | 3  | Карлос Сальседо     |  |     |
| ЦЗ               | 15 | Ектор Морено        |  |     |
| ЛЗ               | 23 | Хесус Гальярдо      |  |     |
| ЦП               | 6  | Джонатан дос Сантос |  |     |
| ЦП               | 4  | Едсон Альварес      |  |     |
| ЦП               | 18 | Андрес Гвардадо (c) |  | 89' |
| ПН               | 22 | Уріель Антуна       |  | 86' |
| ЦН               | 9  | Рауль Хіменес       |  |     |
| ЛН               | 20 | Родольфо Пісарро    |  | 81' |
| Головний тренер: |    |                     |  |     |
| П                | 8  | Карлос Родрігес     |  | 81' |
| Н                | 11 | Роберто Альварадо   |  | 86' |
| З                | 5  | Дієго Реєс          |  | 89' |
| Головний тренер: |    |                     |  |     |
| Херардо Мартіно  |    |                     |  |     |

| ВР               | 1  | Зак Стеффен         |  |     |
| ПЗ               | 14 | Реджі Кеннон        |  |     |
| ЦЗ               | 19 | Метт Міазга         |  |     |
| ЦЗ               | 23 | Аарон Лонг          |  |     |
| ЛЗ               | 13 | Тім Рім             |  | 83' |
| ЦП               | 8  | Вестон Маккенні (к) |  |     |
| ЦП               | 10 | Крістіан Пулишич    |  |     |
| ЦП               | 4  | Майкл Бредлі        |  |     |
| ПН               | 11 | Джордан Морріс      |  | 61' |
| ЦН               | 17 | Джозі Алтідор       |  | 64' |
| ЛН               | 7  | Пол Арріола         |  |     |
| Заміни:          |    |                     |  |     |
| П                | 15 | Крістіан Ролдан     |  | 61' |
| Н                | 9  | Г'ясі Зардес        |  | 64' |
| З                | 16 | Деніел Ловіц        |  | 83' |
| Головний тренер: |    |                     |  |     |
| Грегг Берголтер  |    |                     |  |     |

| Найкращий гравець матчу: Джонатан дос Сантос (Мексика) Помічники арбітра: Вільям Аррієта (Коста-Рика) Умберто Панжож (Гватемала) Четвертий арбітр: Хуан Габріель Кальдерон (Коста-Рика) | Регламент - 90 хвилин. - 30 хвилин додаткового часу за необхідності. - Серія пенальті за необхідності. - Максимум три заміни гравців від кожної команди в основний час матчу, право на четверту заміну у додатковий час. |